# Kostas Gontikas
Konstantinos "Kostas" Gontikas (en griego, Κωνσταντίνος "Κώστας" Γόντικας, Marusi, Atenas, 15 de marzo de 1994) es un baloncestista griego que pertenece a la plantilla del ASK Karditsas de la A1 Ethniki, la primera categoría del baloncesto de su país. Con 2,06 metros de estatura, juega en la posición de ala-pívot.

## Trayectoria deportiva

### Universidad
Jugó cuatro temporadas con los Violets de la Universidad de Nueva York, de la División III de la NCAA, en las que promedió 9,9 puntos, 5,2 rebotes y 1,1 asistencias por partido. En su última temporada fue incluido en el mejor quinteto de la University Athletic Association.

### Profesional
Tras no ser elegido en el Draft de la NBA de 2016, regresó a su país para fichar en el mes de agosto por el Kolossos Rodou BC, pero finalmente acabó en el Panathinaikos B.C.. Debutó en la liga griega el 13 de noviembre de 2016, precisamente ante el Kolossos.
En agosto de 2020 se incorpora a las filas del AEK B. C.
En verano de 2021, se compromete con el Ionikos Nikaias B.C. de la A1 Ethniki, para disputar la temporada 2021-22.

### Selección nacional
Es un habitual de la selección de Grecia en sus categorías inferiores. Disputó el Campeonato de Europa de Baloncesto Sub-18 en 2012, donde promedió 3,6 puntos y 2,1 rebotes por partido, y el Europeo Sub-20 de 2013, promediando 2,4 puntos y 1,7 rebotes.